# Coupe d'Europe du 10 000 mètres
La Coupe d'Europe du 10 000 mètres (anglais : European 10,000m Cup) est une compétition d'athlétisme par équipes organisée annuellement par l'Association européenne d'athlétisme. Elle consacre les meilleures nations européennes dans l'épreuve du 10 000 mètres. Créée en 1997 après le retrait de l'épreuve du 10 000 m du programme de la Coupe d'Europe des nations, la compétition fait suite au « Challenge européen du 10 000 mètres » disputée de 1991 à 1996 entre l'Espagne et le Portugal.
La première édition, disputée en 1997 à Barakaldo en Espagne, est remportée par l'équipe du Portugal.

## Éditions
| Édition | Année | Ville                                        | Pays                                         | Date                                         |
| ------- | ----- | -------------------------------------------- | -------------------------------------------- | -------------------------------------------- |
| 1       | 1997  | Barakaldo                                    | Espagne                                      | 5 avril 1997                                 |
| 2       | 1998  | Lisbonne                                     | Portugal                                     | 4 avril 1998                                 |
| 3       | 1999  | Barakaldo                                    | Espagne                                      | 10 avril 1999                                |
| 4       | 2000  | Lisbonne                                     | Portugal                                     | 1er avril 2000                               |
| 5       | 2001  | Barakaldo                                    | Espagne                                      | 7 avril 2001                                 |
| 6       | 2002  | Camaiore                                     | Italie                                       | 6 avril 2002                                 |
| 7       | 2003  | Athènes                                      | Grèce                                        | 12 avril 2003                                |
| 8       | 2004  | Maribor                                      | Slovénie                                     | 3 avril 2004                                 |
| 9       | 2005  | Barakaldo                                    | Espagne                                      | 2 avril 2005                                 |
| 10      | 2006  | Antalya                                      | Turquie                                      | 15 avril 2006                                |
| 11      | 2007  | Ferrare                                      | Italie                                       | 7 avril 2007                                 |
| 12      | 2008  | Istanbul                                     | Turquie                                      | 12 avril 2008                                |
| 13      | 2009  | Ribeira Brava                                | Portugal                                     | 6 juin 2009                                  |
| 14      | 2010  | Marseille                                    | France                                       | 5 juin 2010                                  |
| 15      | 2011  | Oslo                                         | Norvège                                      | 4 juin 2011                                  |
| 16      | 2012  | Bilbao                                       | Espagne                                      | 3 juin 2012                                  |
| 17      | 2013  | Pravets                                      | Bulgarie                                     | 8 juin 2013                                  |
| 18      | 2014  | Skopje                                       | Macédoine du Nord                            | 7 juin 2014                                  |
| 19      | 2015  | Chia-Pula                                    | Italie                                       | 6 juin 2015                                  |
| 20      | 2016  | Mersin                                       | Turquie                                      | 5 juin 2016                                  |
| 21      | 2017  | Minsk                                        | Biélorussie                                  | 10 juin 2017                                 |
| 22      | 2018  | Londres                                      | Royaume-Uni                                  | 19 mai 2018                                  |
| 23      | 2019  | Londres                                      | Royaume-Uni                                  | 6 juillet 2019                               |
| —       | 2020  | Annulée en raison de la pandémie de Covid-19 | Annulée en raison de la pandémie de Covid-19 | Annulée en raison de la pandémie de Covid-19 |
| 24      | 2021  | Birmingham                                   | Royaume-Uni                                  | 5 juin 2021                                  |
| 25      | 2022  | Pacé                                         | France                                       | 28 mai 2022                                  |
| 26      | 2023  | Pacé                                         | France                                       | 3 juin 2023                                  |
| 27      | 2025  | Pacé                                         | France                                       | 24 mai 2025                                  |

## Palmarès
| Année | Hommes                 | Hommes      | Femmes               | Femmes      |
| Année | Individuel             | Par équipes | Individuel           | Par équipes |
| ----- | ---------------------- | ----------- | -------------------- | ----------- |
| 1997  | Dieter Baumann         | Portugal    | Julia Vaquero        | Portugal    |
| 1998  | Fabián Roncero         | Portugal    | Fernanda Ribeiro     | Portugal    |
| 1999  | Alberto García         | Espagne     | Paula Radcliffe      | Portugal    |
| 2000  | Enrique Molina         | Espagne     | Fatima Yvelain       | Portugal    |
| 2001  | José Ríos              | Espagne     | Paula Radcliffe      | Espagne     |
| 2002  | Dieter Baumann         | Italie      | Mihaela Botezan (en) | Portugal    |
| 2003  | Ismaïl Sghyr           | Portugal    | Fernanda Ribeiro     | Portugal    |
| 2004  | José Manuel Martínez   | Espagne     | Margaret Maury       | France      |
| 2005  | Juan Carlos de la Ossa | Espagne     | Sabrina Mockenhaupt  | Portugal    |
| 2006  | Mokhtar Benhari        | France      | Elvan Abeylegesse    | Belgique    |
| 2007  | André Pollmächer (en)  | Espagne     | Elvan Abeylegesse    | Espagne     |
| 2008  | Selim Bayrak           | Russie      | Elvan Abeylegesse    | Biélorussie |
| 2009  | José Manuel Martínez   | Portugal    | Inês Monteiro        | Portugal    |
| 2010  | Mo Farah               | France      | Inês Monteiro        | Portugal    |
| 2011  | Youssef el Kalai       | Espagne     | Sara Moreira         | Italie      |
| 2012  | Polat Kemboi Arikan    | Espagne     | Sara Moreira         | Royaume-Uni |
| 2013  | Sergio Sánchez         | Espagne     | Sabrina Mockenhaupt  | Royaume-Uni |
| 2014  | Polat Kemboi Arıkan    | Turquie     | Clémence Calvin      | Portugal    |
| 2015  | Polat Kemboi Arıkan    | Italie      | Trihas Gebre (en)    | Royaume-Uni |
| 2016  | Daniele Meucci         | Italie      | Esma Aydemir         | Royaume-Uni |
| 2017  | Antonio Abadía         | Espagne     | Sara Moreira         | Biélorussie |
| 2018  | Richard Ringer         | Espagne     | Lonah Chemtai        | Royaume-Uni |
| 2019  | Yemaneberhan Crippa    | Italie      | Stephanie Twell      | Royaume-Uni |
| 2020  | N/A                    | N/A         | N/A                  | N/A         |
| 2021  | Morhad Amdouni         | France      | Eilish McColgan      | Royaume-Uni |
| 2022  | Jimmy Gressier         | France      | Yasemin Can          | Allemagne   |
| 2023  | Yemaneberhan Crippa    | Italie      | Alina Reh            | Allemagne   |
| 2024  | Dominic Lobalu         | Suisse      | Nadia Battocletti    | Italie      |
| 2025  | Efrem Gidey            | Irlande     | Jana Van Lent        | Belgique    |